# Тамільська мова

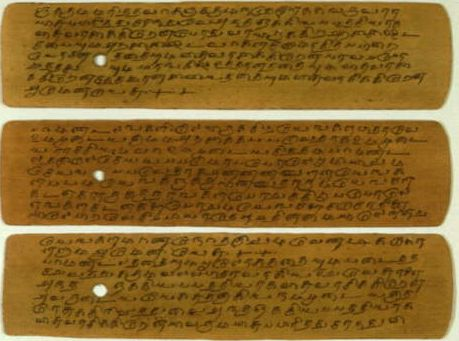
Християнські молитви тамільською мовою, написані на пальмових листках

Тамі́льська мо́ва — дравідійська мова, поширена в південній Індії, Шрі-Ланці та Сінгапурі. Є рідною для приблизно 66 млн людей. Вона є офіційною мовою індійського штату Таміл-Наду, а також однією з офіційних мов Сінгапуру та Шрі-Ланки. Мова має багато регіональних варіантів і діалектів, які асоціюються з різними кастовими групами, такими як брахмани і небрахмани. Тамільська використовує тамільське письмо, яке походить від древньої системи, відомої як вателуту. Існують значні відмінності між письмовою і розмовною формами.
Однією з найперших граматик з тамільської мови є «Толкаппіям», що датується в остаточній редакції IV—V ст. н. е.
Тамільське суспільство є глибоко соціально-поділеним на кастові групи і базується на родовому походженні з батькового боку. Таміли в основному індуси, частково римо-католики (у прибере́жних районах та на півночі Шрі-Ланки).
В українській мові запозиченим словом з тамільської є «катамаран» (கட்டு மரம்), що в дослівному перекладі означає «зв'язані колоди».